# Theobald Mathew
Theobald Mathew (født 10. oktober 1790 i Thomastown, død 6. december 1856 i Queenstown) var en irsk afholdsprædikant.
1838 stiftede Mathew, der var præst i en lille landsby i Connaught, den første irske mådeholdsforening i Cork og berejste derefter i flere år såvel Irland som hele Storbritannien, hvor han vakte et voldsomt røre ved sine angreb på drikkeriet; allerede 1842 talte de af ham stiftede mådeholdsforeninger 5 millioner medlemmer.
Ved sine rejser pådrog han sig en så stor gæld, at han endog fængsledes, men han slap snart fri ved sine venners hjælp. 1845 drog han til Nordamerika og 1852 sammen med 5 andre præster til Kalkutta for at virke for sin livssag, men resultatet af disse rejser svarede ikke til forventningerne, og han vendte syg tilbage.